# 菲律賓武術

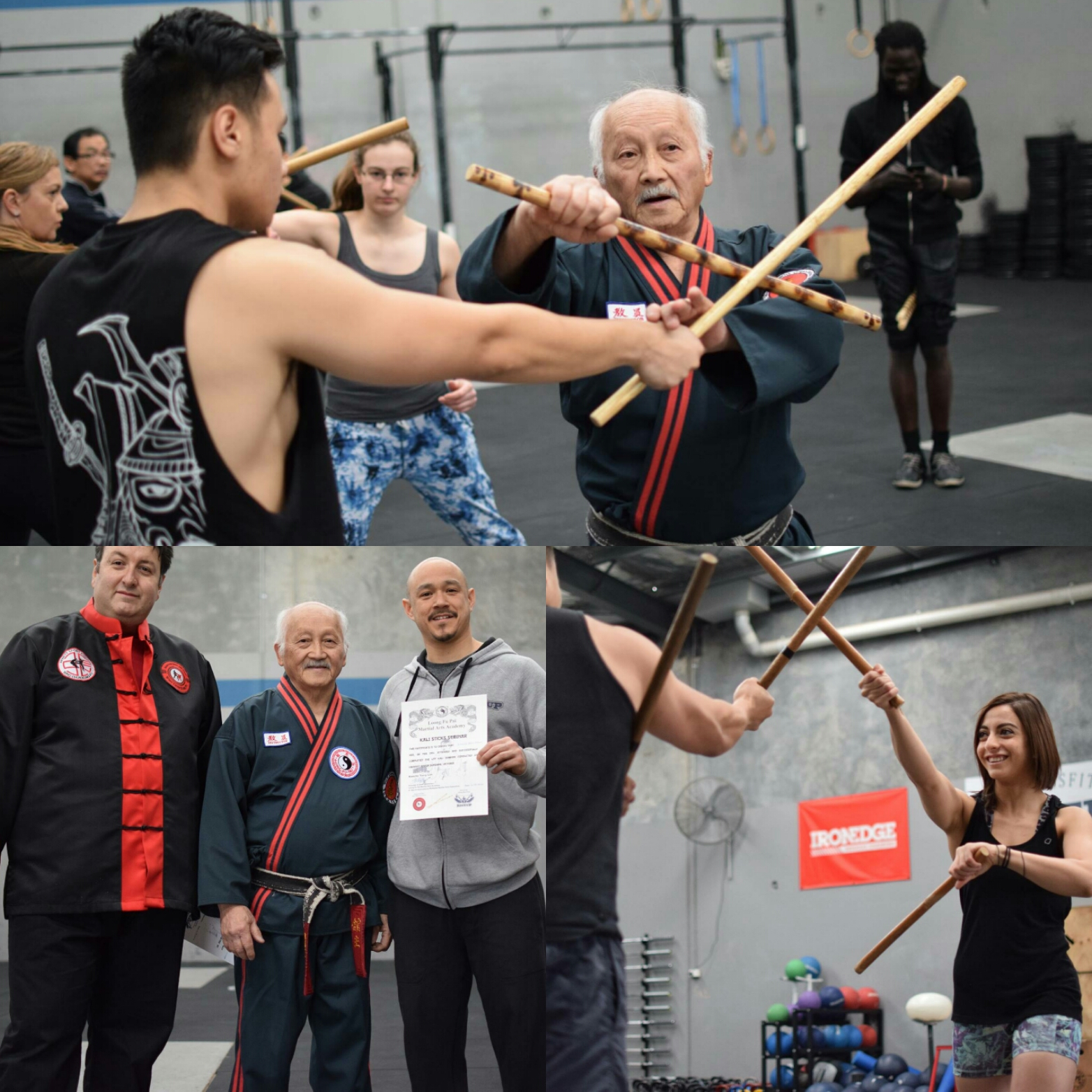
菲律賓武術

菲律賓武術是一項源自菲律宾的武術。  在西班牙殖民菲律賓之前，菲律賓武術已在菲律賓群島上流行。菲律賓武術在格鬥過程中，要用到刀劍類武器以及棍棒。一些國家軍隊和執法單位訓練時都會用菲律賓武術來訓練。